# Bråck
Ett bråck eller brock är ett tillstånd när delar från kroppens inre tränger ut genom en defekt i kroppens vävnader eller en naturlig öppning. Bråck kan vara yttre (till exempel pungbråck och vattenbråck) eller inre (t.ex. diskbråck och åderbråck).

## Bukbråck
Bråck i buken utgörs av organ eller organdel som buktar ut till följd av en abnormal öppning (en så kallad "bråckport") i bukväggen. Bråcket består av fett, tarm, en del av tarmväggen eller andra bukorgan. Runt bråckets innehåll finns ofta, men inte alltid, bukhinna i form av en "bråcksäck". Bråck utan bråcksäck kallas "glidbråck".
Ofta går bråcken att trycka tillbaka in i bukhålan (reponera; underlättas om patienten har benen i högläge), vilket kan minska risken för inklämning och strangulation. Strangulerade bråck är inklämda bråck med akut lokal blodbrist (ischemi) vilket kan vara livshotande. Reponering av bråck är dock endast en tillfällig lösning - den enda varaktiga behandlingsmetoden är operation.
Bråck i tarmarna kan vara orsaken till tarmvred. Diafragmabråck (eller kongenitalt diafragmabråck) är ett tillstånd då en del av magsäcken dras upp genom diafragmamuskeln och lägger sig bredvid matstrupen. 

### Symtom och tecken
Symtom (upplevelser) och tecken (objektiva tecken på sjukdom) kan vara obefintliga eller mycket svåra och livshotande. Symtom och tecken är ofta intermittenta (de "kommer och går"). Patienter med bråck söker ofta vård p.g.a. svullnad/utbuktning, obehag, lokal smärta och buksmärta. Smärtan kan ofta vara svårare i början eftersom bråckporten då är trång.

### Diagnostik
Patienten undersöks stående och liggande. I stående läge är det lättare att se bråcket och vid liggande läge kan det undersökas huruvida bråcket är reponibelt och hur stor bråckporten är. Även ultraljud, datortomografi, magnetkamera kan användas. Vid ljumskbråck kan kontrast föras in i bukhålan och röntgas (herniografi). Diagnostisk titthålskirurgi förekommer även i svårdiagnosticerade fall.

### Andra vanliga typer

#### Ljumskbråck

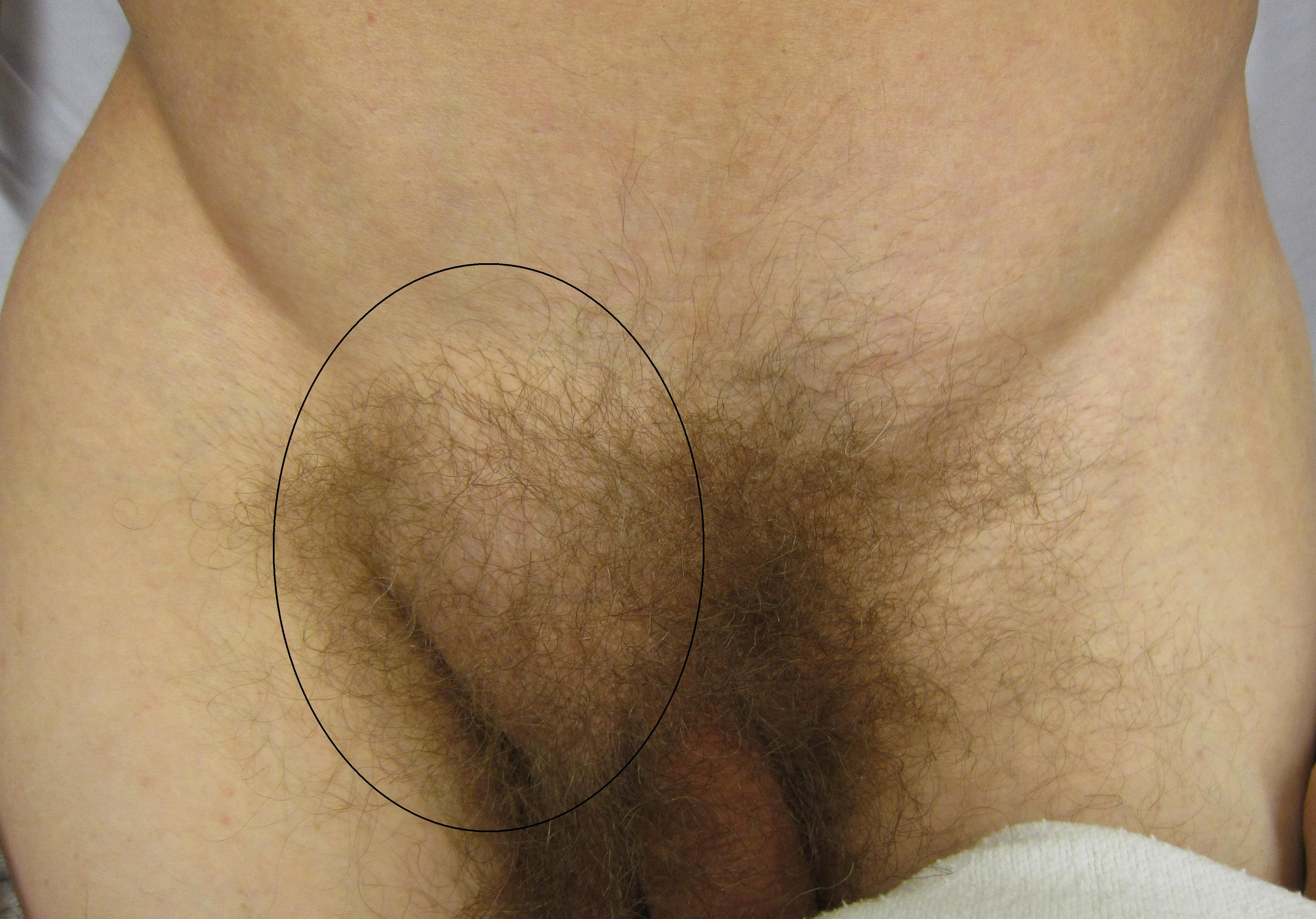
Synligt ljumskbråk hos man.

Ljumskbråck är lokaliserade i ljumskkanalen (inguinalkanalen) som hos män består av muskulatur, sädesledare, nerver och blodkärl. Hos kvinnor innehåller kanalen ett ledband som går mellan livmoder och den yttre blygdläppen. Ljumskbråck är tio gånger vanligare hos män än hos kvinnor och i Sverige opereras ca 16 000 ljumskbråck årligen.
Ljumskbråck kan orsakas av försvagad bindväv, en följd av till exempel ärftlig defekt kollagensammansättning, Ehlers-Danlos syndrom, Marfans syndrom eller rökning. Ökat buktryck, såsom vid övervikt och ascites, nervskador som komplikation vid bukoperation och hög ålder (till följd av försvagad vävnad) kan också öka risken för ljumskbråck.

#### Navelbråck
Navelbråck (umbilikalbråck) är lokaliserade i naveln där en naturlig svag punkt i bukväggen befinner sig. Navelbråck är vanligt hos små barn där bråcket kan självläka inom fem år, men förekommer även hos vuxna. Hos vuxna är risken för inklämd tarm stor vid navelbråck.

#### Ärrbråck
Ärrbråck kan uppstå i eller i närheten av operationssår efter bukoperation, när vävnaden i bukväggen inte läkt på ett normalt sätt.

#### Parastomala bråck
Parastomala bråck uppstår i anslutning till stomi. Vid stomi är risken 50 procent för utveckling av parastomalt bråck, men denna risk kan sänkas till 10 procent om ett profylaktiskt nät opereras in i samband med stomioperationen. Vid parastomalt bråck måste stomin ofta flyttas för att kunna operera bråcket.

### Behandling
Det enda sättet att varaktigt behandla ett bukbråck är genom operation. Tidigare var det vanligt att vävnaden endast syddes ihop, men detta medförde stor risk för återfall. Numera består operationen ofta av inoperering av ett nät, ofta med titthålskirurgi (laparoskopi). På barn med ljumskbråck kan ibland barnets egen vävnad användas istället för ett nät.
Operationerna är ofta planerade (elektiv kirurgi), men vid svåra symtom, inklämning eller strangulation opereras bråcket akut. Postoperativt behandlas patienten vid behov med smärtlindring; ofta räcker NSAID, Paracetamol eller både och. Liksom vid andra operationer är det av stor vikt att patienten mobiliseras efter operationen och får i sig tillräckligt med näring. Komplikationer som kan uppstå är svullnad, smärta, infektion och inflammation (i operationssåret). Vid ljumskbråcksoperation rapporteras komplikationer hos cirka 9 procent av patienterna.

## Kirurgi
I de allra flesta fall krävs kirurgi för att bli av med bråck, men det betyder inte nödvändigtvis att bråcket blir sämre då det inte opereras. I vissa fall kan riskerna med ett kirurgiskt ingrepp överskugga de potentiella fördelarna med operationen. Vid operation använder man sig generellt sett av öppen kirurgi eller titthålskirurgi (laparaskopi). Vid öppen kirurgi görs ett snitt som kirurgen trycker tillbaka bråcket genom. Titthålskirurgi är svårare att utföra. Kirurgen gör då flera mindre snitt, genom vilka kirurgen med hjälp av diverse instrument kan reparera bråcket.
Risken för bråck efter öppning av buken är beroende av flera faktorer, bland annat på hur tätt stygnen placeras vid suturering. Svenska studier har visat att suturens längd för att stänga såret ska vara mer än fyra gånger sårets längd.